# Ахпюракское водохранилище
Ахпюракское водохранилище (арм. Աղբյուրակի ջրամբար), также Разданское водохранилище — водохранилище в Армении, в Котайкской области, объёмом 4 млн м³. Высота над уровнем моря — 1700 м.
На южном берегу водохранилища находится город Раздан. На водохранилище работает Гюмушская ГЭС.